# Часовня Святого Нарека
Часовня Святого Нарека — часовня армянской апостольской церкви в селе Варденис в Арагацотнской области. Часовня Св. Нарека была построена в 2012 году на месте известного святилища под названием «Папеи Нарек». Освящена 25 августа 2012 года.

## История
В селе Кюлуджа (ныне Варденис) в Апаране много веков хранилось Евангелие, которое называлось «Папеи Нарек». Книга принадлежала одной семье, предка которой звали Папе, и называлась Нарек не потому что была трудом «Книги скорбных песнопений» Григора Нарекаци, как было заведено её называть в народе, а потому, что книга хотя и была Евангелием, но обладала целебным свойством, по причине чего и сельчане называли её «Папеи Нарек».
Речь идет о Евангенлии чудотворного лечения, напечатанной в 1710 году в Константинополе. Эта книга находилась по соседству с церковью Св. Акоба на хранении у Папе, а позднее у его родных.

## Легенда
Со временем наследники Папе покидают свой дом и поселяются в разных уголках мира, естественно увозя с собой также и святую книгу «Папеи Нарек». Дом остается в полуразрушенном состоянии, но, несмотря на это, сельчане приходят в полуразрушенный дом и примерно на том месте, где лежала книга, ставят иконы и зажигают свечи, молятся.

## Строительство часовни
Начиная с 2010 года, когда в селе было решено восстановить церковь Святого Акоба, было также решено построить часовню на месте уже превратившегося в святилище и находящегося на грани разрушения дома, где в дальнейшем хранилось бы «Папеи Нарек». В дальнейшем были установлены связи с наследниками Папе, в результате договоренностей с которыми книга была перенесена в Армению и после реставрационных работ в Матенадаране, которые длились около двух лет, в специальных условиях хранения была помещена в часовню Святого Нарека.

## Описание
В 2011 году по инициативе благотворителя Артура Джанибекяна начались строительные работы часовни Святого Нарека. Они закончились в 2012-м году, и 25-го августа того же года произошла церемония освящения часовни. Часовня представляет собой небольшое строение: 4,15 м в длину, 3,10 м в ширину и 4,60 м в высоту.
На обратной стороне часовни, позади священного стола у часовни есть окно в виде креста. Внутренняя площадь составляет 7 м², есть стол для свечей. В Св. Нареке была установлена деревянная дверь высотой 173 см и шириной 90 см, на которой вырезан армянский крест. Внутри также хранится один из печатных экземпляров труда Григора Нарекаци «Книга скорбных песнопений» с позолоченной обложкой.

## Традиция
Каждый год в последнее воскресенье августа в церкви Святого Акоба села Варденис перед литургией толпа верующих под предводительством духовного класса движется к часовне Святого Нарека, откуда только раз в год в этот день выносят и переносят в церковь Св. Акоба Евангелие чудотворного лечения, напечатанное в 1710 году в Константинополе.
Это день паломничества, во время которого у верующих есть возможность причаститься с «Папеи Нарек», а в церкви Святого Акоба происходят литургия и обряд таинства.

## Интересные факты
В саду Ватикана находится статуя Григора Нарекаци, на задней стороне памятника изображена часовня Святого Нарека.